# N-アセチルムラモイル-L-アラニル-D-グルタミル-L-リシル-(N6-トリグリシン)-D-アラニル-D-アラニン-ジホスホウンデカプレニル-N-アセチルグルコサミン:グリシングリシルトランスフェラーゼ
N-アセチルムラモイル-L-アラニル-D-グルタミル-L-リシル-(N6-トリグリシン)-D-アラニル-D-アラニン-ジホスホウンデカプレニル-N-アセチルグルコサミン:グリシングリシルトランスフェラーゼ (N-acetylmuramoyl-L-alanyl-D-glutamyl-L-lysyl-(N6-triglycine)-D-alanyl-D-alanine-diphosphoundecaprenyl-N-acetylglucosamine:glycine glycyltransferase) は、系統名がN-acetylmuramoyl-L-alanyl-D-glutamyl-L-lysyl-(N6-triglycine)-D-alanyl-D-alanine-ditrans,octacis-diphosphoundecaprenyl-N-acetylglucosamine:glycine glycyltransferaseの酵素である。以下の化学反応を触媒する。
N-アセチルムラモイル-L-アラニル-D-イソグルタミニル-L-リシル-(N6-トリグリシル)-D-アラニル-D-アラニン-ジホスホ-ditrans,octacis-ウンデカプレニル-N-アセチルグルコサミン + 2 グリシル-tRNA {\displaystyle \rightleftharpoons } N-アセチルムラモイル-L-アラニル-D-イソグルタミニル-L-リシル-(N6-ペンタグリシル)-D-アラニル-D-アラニン-ジホスホ-ditrans,octacis-ウンデカプレニル-N-アセチルグルコサミン + 2 tRNA
この黄色ブドウ球菌の酵素は、荷電tRNAからN-アセチルムラモイル-L-アラニル-D-イソグルタミニル-L-リシル-(N6-トリグリシル)-D-アラニル-D-アラニン-ジホスホウンデカプレニル-N-アセチルグルコサミンへ、2つのグリシン部分の転移を連続的に触媒する。